# La colonia (serie de televisión)
La Colonia es una sitcom creada y escrita por Hernán Rodríguez Matte y producida por Mega, que se ambienta en el Chile colonial del siglo XIX. Tuvo tres temporadas emitidas de lunes a viernes durante 2010 y 2011, con un total de 180 capítulos.

## Historia
MEGA compró la idea original de esta comedia de situación a Hernán Rodríguez Matte. Fue la primera sitcom original producida por esta compañía televisiva y se enmarcó en la guerra de teleseries existente en Chile.
La serie originalmente tenía 50 episodios, pero debido a su buen rating, Mega, pasadas dos semanas de su debut, decidió alargarla. La segunda temporada se estrenó el 28 de febrero de 2011, a las 20:15. 
El 6 de agosto del mismo año se estrenó la tercera temporada en horario estelar, y al día siguiente retomó el horario habitual de las temporadas anteriores. Sin embargo, se notó una baja en la sintonía del público y fue cambiada al horario de trasnoche.

## Episodios
La serie tiene el humor característico de la comedia de situación chilena, muy similar al de otras comedias chilenas como Casado con hijos; además, en los diálogos hay mezcla y mención de elementos de la época colonial con actuales.
Los episodios comienzan con una descripción narrada por Fernando Godoy, que explica la relación entre los eventos en la colonia chilena con lo que ocurrirá en el episodio; acto seguido, hay una pequeña presentación del conflicto que se desarrollará en el episodio. Esta introducción tiene un estilo de fotoanimación, donde se presentan a los 6 personajes más importantes (Bernardo, Rosa, Juana, Eleodoro, JM, reemplazado en la segunda temporada por Conchita, y Simón). La trama del episodio generalmente contiene dos historias, una principal y una secundaria, que comienza y termina con el desenlace de la principal. Los capítulos siempre terminan con los créditos y escenas de chascarros.

### Lista de episodios
Primera temporada
1. Los ahorros de Eleodoro
2. El terremoto afecta a los Del Río
3. El ratón de biblioteca
4. El duelo
5. La tía Eulalia segunda
6. Asfixiados por amor
7. Totalmente perdidos
8. La indomable
9. Desbordados
10. La esposa del Rey
11. Karma inverso
12. El fantasma
13. Melinao
14. La viruela
15. Sarpullido
16. Papadoupulus
17. Eleodoro superstar
18. Ay, porfi
19. Padrino
20. Sejuela
21. Justicieros
22. Jesualdo
23. Indio pícaro
24. Pelea de gallos
25. La prima
26. Baby sour
27. El cabildo
28. Negocios son negocios
29. Familia sustituta
30. El sebo
31. El diente
32. Cuestión de géneros
33. Doña Juana
34. ¿Quién es Bernardo?
35. Motín al chancho
36. Concurso de belleza, parte 1
37. Concurso de belleza, parte 2

Segunda temporada
1. Euro-peor
2. De España con amor
3. Yoyito y su accidente
4. Estable dentro de su gravedad
5. Reunión de mujeres
6. Ambrosio asesino
7. Un cuento de la Colonia
8. Pide un deseo
9. Polvorita
10. Abracadabra
11. Salvado por un pelo
12. La Sirenita
13. Madre hay una Zoila
14. El beso francés
15. Elecciones escolares
16. Lencería fina
17. Grande Pa
18. La boda
19. Revolución de las faldas
20. El candidato
21. El gimnasio
22. Vampiro
23. Esta es mi casa
24. El silencio de los inocentes
25. Español sin fronteras
26. Onacienta
27. Yo soy la estrella
28. Otra oportunidad
29. El regalo
30. Hija hay una sola
31. Leo Rey
32. Encuentros cercanos
33. El recruta
34. Intercambio corporal
35. El duende

Tercera temporada
1. La máquina del tiempo
2. El botox
3. El tesoro
4. Un genio
5. Dónde está Eloisa
6. El inteligente
7. El vagabundo
8. Juana la Rucia
9. El conchito
10. Desmemoriada
11. El cometa
12. Otra mujer
13. El amigote
14. El matri
15. El gato
16. Celos
17. Huésped por accidente
18. Por la máquina
19. Eso si que no
20. Allá por la cordillera
21. Rienda o maleta
22. Olvido fatal
23. Lumbago
24. A la cuenta de tres
25. Cada quien por su lado
26. Premio mayor
27. El cumpleaños de Yoyito
28. El mágico mundo de la microempresa de carretas

## Elenco
- Marcial Tagle como Bernardo del Río (Temporadas 1, 2 y 3).
- Javiera Contador como Rosa Ester Amunátegui (Temporadas 1, 2 y 3).
- Fernando Godoy como Eleodoro del Río Amunátegui (Temporadas 1, 2 y 3).
- Dayana Amigo como Juana del Río Amunátegui (Temporadas 1, 2 y 3).
- Felipe Izquierdo como Simón Amunátegui (Temporadas 1 y 2).
- Luis Gnecco como José Miguel Gorgona y Palo Quemado (Temporada 1).
- Carmen Gloria Bresky como Concepción Gorgona y Palo Quemado (Temporada 2 y 3).
- Javiera Acevedo como Ona Sáez (Temporada 2).
- Yamila Reyna como Candy (Temporada 2).
- Roberto Farías como Julio Aguirre (Temporada 3).
- Gustavo Becerra como Ambrosio Prieto (Temporada 3).
- Carolina Paulsen como Flora (Temporada 3).
- Mariana Marino como Sussi (Temporada 3).
- Juanita Ringeling como Lynda (La Gringa).
- Julio César Serrano como David (El Gringo).
- Violeta Vidaurre como Mariana Fernández.
- Felipe Álvarez como Bernardo del Río (joven).
- Jorge Alís como Hipólito.
- Ariel Levy como Carnicero Mondaca.
- Carmen Disa Gutiérrez como Mapuche.
- Gabriela Medina como Mamá Zoila.
- Justin Page como Amigo de Juana.
- Claudio González como Marinao Huanquileo.
- Adriano Castillo como El Duende.
- Claudia Pérez como Erna Amunátegui.
- Paulina Hunt como Maestra de la casa de madre e hija.
- Antonella Ríos como Tetera de campo.
- Francisco Celhay como El Alemán.
- Alejandra Vega como Perla.
- Pamela Díaz como La Fiera.
- Vesta Lugg como María Joaquina.
- Leo Rey como él mismo.